# Hrant Melkumian
Hrant Melkumian (en armeni: Հրանտ Մելքումյան; nascut el 30 d'abril de 1989) és un jugador d'escacs armeni que té el títol de Gran Mestre des de 2008.
A la llista d'Elo de la FIDE del maig de 2020, hi tenia un Elo de 2663 punts, cosa que en feia el jugador número 4 (en actiu) d'Armènia, i el número 78 del rànquing mundial. El seu màxim Elo va ser de 2678 punts, a la llista de setembre de 2014 (posició 61 al rànquing mundial).

## Resultats destacats en competició
El 2006, fou subcampió del món Sub-18 (el campió fou Arik Braun). El 2009, va empatar als llocs 1r–5è amb Serguei Vólkov, Andrey Rychagov, Andrei Deviatkin i Zhou Weiqi al Memorial Txigorin. El 2010 va empatar als llocs 1r–8è amb Serguei Vólkov, Viorel Iordăchescu, Eduardo Iturrizaga, Qadir Huseynov, David Arutinian, Aleksei Aleksàndrov i Tornike Sanikidze al 12è Obert de Dubai. El juliol de 2010 fou tercer a l'Obert Vila de Benasc (el campió fou Kiril Gueorguiev).
El 2011, empatà als llocs 2n–4t amb Borki Predojević i Mircea Pârligras al 41è Torneig Internacional Bòsnia a Sarajevo (el campió fou Baadur Jobava); empatà als llocs 1r–2n amb Baadur Jobava al torneig del llac Sevan, a Armènia, tot i que fou segon al desempat. També el 2011 empatà als llocs 3r–15è a la secció oberta del 15è circuit cors. El desembre de 2011 Melkumian va empatar als llocs 1r–3r amb Aleksei Dréiev i Radosław Wojtaszek al Campionat d'Europa d'escacs Blitz, disputat a Polònia, i fou primer per desempat.
El gener de 2012 va guanyar el segon campionat d'Armènia de Chess960 i el febrer del mateix any va empatar als llocs 4t-8è amb Aleksandr Khalifman, Maxim Rodshtein, Fabiano Caruana i Dmitri Andreikin a l'11è Aeroflot Open.
L'agost de 2013 participà en la Copa del Món de 2013, on tingué una mala actuació, i fou eliminat en primera ronda per Julio Granda (4-5). També el 2013, va empatar als llocs 1r-10è amb Oleksandr Moissèienko, Ievgueni Romànov, Aleksandr Beliavski, Constantin Lupulescu, Paco Vallejo, Serguei Movsessian, Ian Nepómniasxi, Aleksei Dréiev i Ievgueni Alekséiev al campionat d'Europa individual.
El febrer de 2014 va guanyar el Torneig Casino Graz a Àustria. El juny de 2014 guanyà l'obert internacional de Teplice, a la República Txeca, amb 8/9 punts i una performance de 2777.
El juliol de 2014, Melkumian va guanyar el XXXIV Obert Internacional "Vila de Benasc", per damunt de Jorge Cori i Miquel Illescas. L'agost de 2014 va guanyar l'obert de la Universitat Tècnica de Riga amb una puntuació de 7,5/9, vencent al desempat a Richard Rapport.